# Георг Келер
Георг (Жорж Жан Франц) Келер (нім. Georges Jean Franz Köhler; 17 квітня, 1946 року, Мюнхен, Німеччина — 1 березня 1995 року, Фрайбург, Німеччина) — німецький біолог і імунолог, лауреат Нобелівської премії з фізіології або медицини 1984 року «За теорії щодо специфічності в розвитку і контролі імунної системи і відкриття принципу продукції моноклональних антитіл». Разом із Сезаром Мільштейном розробив техніку отримання моноклональних антитіл.

## Біографія
Георг Келер вивчав біологію в Університеті Фрайбурга в 1965—1971 роках. Там же в 1974 році він захистив дисертацію з імунологічного дослідження ферменту бета-галактозидази, яку провів під керівництвом професора Фріца Мельхерса на базі Інституту імунології в Базелі (Швейцарія), директором якого був Нільс Єрне.
Після захисту дисертації Келер переїхав до Кембриджського університету, де два роки (1974—1976) проходив пост-докторантуру у професора Сезара Мільштейна. У Кембриджі Келер працював над злиттям лімфоцитів. За цей короткий проміжок йому вдалося розробити нову технологію по злиттю плазматичної клітини, що виробляє антитіла з кліткою мієломи (методика гібридом). Отримані імморталізовані гібридні клітини продовжували продукувати антитіла та одночасно могли необмежено розмножуватися. Це дозволило отримувати моноклональні антитіла практично в необмежених кількостях.
Розробка гібридомного методу
"зробила переворот у використанні антитіл в охороні здоров'я і науці. Рідкісні антитіла з дивно точною відповідністю визначеній структурі можуть сьогодні вироблятися у великих кількостях. Гібридомні клітини можуть зберігатися в лабораторному посуді й абсолютно ідентичні моноклональні антитіла можуть використовуватися у всьому світі, причому джерело їх вічне " (Ханс Вігзель).
У 1976 році Келер повернувся в Базельський Інститут імунології, де продовжував займатися роботами з гібридним лімфоцитами. У 1984 році Келер разом з Мільштейном отримав Нобелівську премію за відкриту технологію отримання моноклональних антитіл. З 1984 до своєї смерті в 1995 році Георг Келер був директором Інституту імунології імені Макса Планка (Фрайбург).

## Основні публікації
Köhler G, Milstein C (1975). Continuous cultures of fused cells secreting antibody of predefined specificity. Nature. 256 (5517): 495—7. 1172191.

текст був відтворений в:

Köhler G, Milstein C (2005). Continuous cultures of fused cells secreting antibody of predefined specificity. 1975. J. Immunol. 174 (5): 2453—5. 15728446.)